# Ocean Club
O Ocean Club é um clube de futebol com sede em Tchibanga, Gabão. 

## História
A equipe compete no Campeonato Gabonês de Futebol.